# Горино (Калининградская область)
Го́рино — посёлок в Неманском районе Калининградской области, входит в состав Неманского городского поселения.

## География
Горино находится в шести километрах к востоку от города Неман на региональной трассе 27A-025 (бывшая Р508), идущей на Краснознаменск. В посёлке от трассы отходит второстепенная дорога на Большое Село. Железнодорожное сообщение отсутствует.

## История
В 1629 году уже существовало поместье Обер-Айссельн. До 1945 года на этом месте помимо усадьбы находилось несколько небольших хозяйств. 19 января 1945 года Обер-Айссельн был взят войсками 3-го Белорусского фронта, в 1946 году переименован в поселок Горино.

## Население
| 2010 |
| ---- |
| 71   |

## Достопримечательности
- Башня Бисмарка — торжественно открыта 17 августа 1912 года в Обер-Айссельне